# インド国民軍
インド国民軍（インドこくみんぐん、Indian National Army、略号：INA）は、太平洋戦争中に日本軍の支援によって設けられた、英印軍の捕虜のインド人転向者を中心とした軍隊。モットーは和合 (Etihaad)、信仰 (Etmad)、犠牲(Kurbani)。
当初は日本軍がマレー作戦を優勢に進めるための補助戦力としてゲリラ部隊的な色彩も強かったが、インド独立運動の英雄の一人であるスバス・チャンドラ・ボースが来日し、イギリス領インド進攻作戦が具体的に検討され始めてから次第に重装備化され、本格的な軍隊となった。当初、大本営の南方作戦にインドを攻略する計画は含まれていなかったが、現地で工作支援にあたったF機関によってインド独立を考えていた。インド国民軍は独立に貢献したと称えられる一方、日本軍側としてインド人捕虜の拷問に加担した裏切り者であるとする評価もある。

## 歴史

### インド国民軍（INA）の結成
日本の参謀本部は1941年7月ごろから対英戦争の勃発を想定して、マレー半島における英印軍兵士工作に着手した。責任者として指名された藤原岩市は、タイのバンコクで極秘にインド独立運動を展開していたインド独立連盟のジャニ・プリタム・シン・ディロンに接触するとともに、F機関を結成した。

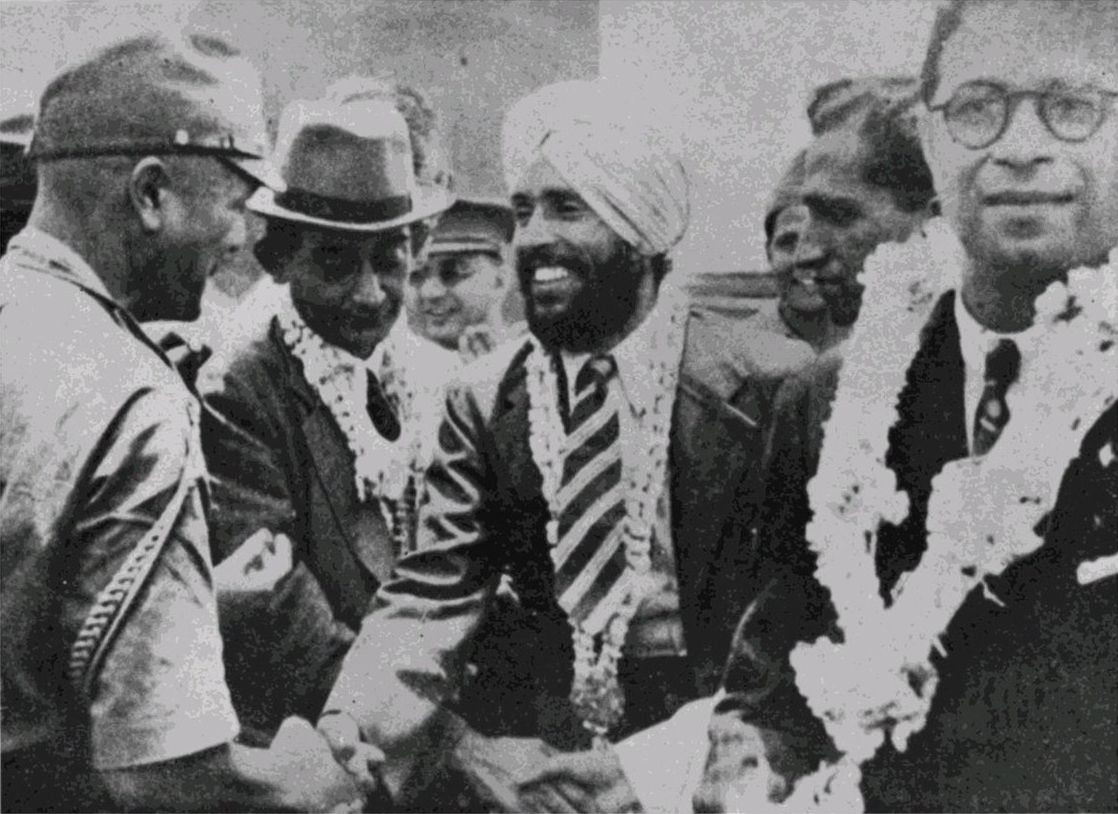
藤原岩市と握手を交わすモーハン・シン大尉（1942年）

そして太平洋戦争の勃発とともに、F機関とインド独立連盟もマレー作戦に参加し、英印軍兵士に対する工作活動を展開。マレー半島西岸の街アロールスターで投降してきたモーハン・シン大尉に、投降してきたインド人兵の統括をゆだね、モーハン・シンはいったんは答えを保留したものの、日本軍とインド人兵を対等に扱うことなどを条件にこれを承諾。こうして日本軍はマレーやシンガポールで英軍と戦闘中に捕虜となった英印軍将兵の中から志願者を募って「インド国民軍」を編制した。この軍隊は「白人支配からアジアを解放するための組織」とされた。
さらに参謀本部は、インド国民軍の今後の展開についてインド独立運動家で日本に亡命していた印度独立連盟のラース・ビハーリー・ボースに意見を尋ね、1942年3月に、東京において印度独立連盟を含む在日インド独立運動家とインド独立連盟、インド国民軍（旧英印軍兵士）の代表が会議を行うこととなった（東京山王会議）。

### 派閥争い

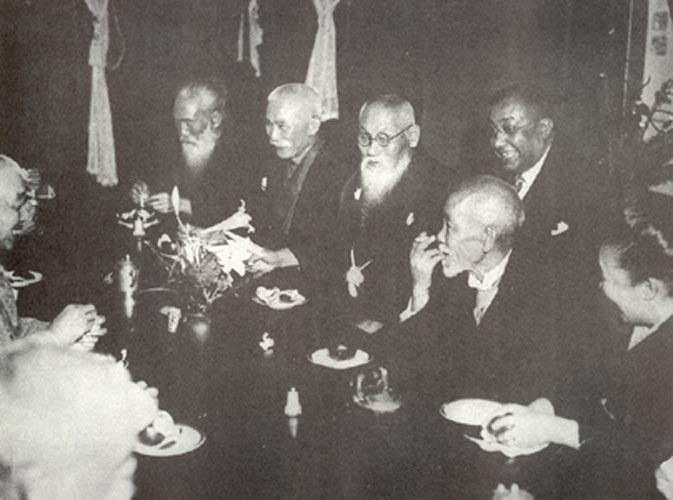
犬養毅や頭山満らと歓談するラース・ビハーリー・ボース

だが、元々「イギリス軍人」として従軍し、「イギリス人である」という意識が強かったモーハン・シンら親英的な一部の旧英印軍兵は、日本などのイギリスの敵国と手を組んだ上で、宗主国のイギリスを打倒し独立することを目指すビハーリー・ボースやA.M.ナイルら在日インド独立運動家を「日本の傀儡に堕する傾向がある」と見なし、在日インド独立運動家も旧英印軍兵内の親英派を「親英的で独立心に欠ける」と見るなど、内部対立が早くも芽生え始めていた（なお、その間に立つことを期待されていたプリタム・シンは、会議に向かう途中に飛行機事故で死亡している）。
6月のバンコク会議においても両者の対立は見られたが、英印軍の大尉でしかなかったモーハン・シンが、その後数千人単位にまで拡大したインド国民軍の統率を執ることが不可能となってきたことや、軍を私物化する傾向を見せたことから、モーハン・シンに対するインド国民軍内の不信と反発が急速に拡大し、最終的にインド国民軍はインド独立連盟（インド独立連盟と印度独立連盟が合流したもの。議長はビハーリー・ボース）の管轄下に入ることとなった。
なお、バンコク会議においては、ビルマ国境からインド国民軍をインドに侵入させインド国内の反英運動と共闘する構想や、インド国民軍の地位を日本軍などと同等にすることを要望する宣言も出され、岩畔機関（F機関を発展的に改組したもの。機関長は岩畔豪雄）を通じて日本政府に回答を要求した。だが、日本軍はビハーリー・ボースに対して消極的な回答しか示さず、しかも一切の公表を控えるよう要請したため、ビハーリー・ボースと対立していたモーハン・シンら元英印軍の一部はビハーリー・ボースを「日本軍の傀儡」だとインド国民軍内外で喧伝するようになった。
さらに旧英印軍兵士のニランジャン・シン・ギル中佐がイギリスへのスパイ容疑で逮捕されるという事件が起こると、その極端な言動が嫌われ、もはやインド独立連盟のみならずインド国民軍の旧英印軍兵士内でも孤立していたモーハン・シンと日本軍との関係修復は不可能となった。12月29日に、モーハン・シンはインド独立連盟によってインド国民軍司令官を罷免され、さらにシンガポール島の東北にあるセントジョン島に軟禁された（罷免の原因について元F機関員の伊藤啓介は「英印軍内の派閥争い」をその一因として挙げている）。

### チャンドラ・ボース訪日
しかし、元英印軍士官であったモーハン・シンの罷免を行ったことで、インド国民軍の多くを占める元英印軍兵士の一部からのビハーリー・ボースに対する信頼が低下した上に、心労から病気がちとなったビハーリー・ボースは強い統率力を維持できなくなった。そのため、日本軍はビハーリー・ボースの側近でもあったA.M.ナイルの進言を受け、新たなインド国民軍の指導者として、亡命中のドイツで北アフリカ戦線で捕虜となった英印軍兵士から志願者を募って「インド旅団」を結成し、イギリスに対峙していたインド国民会議派元議長のスバス・チャンドラ・ボースの招聘を計画した。
それ以前にも、日本政府によるチャンドラ・ボースの招聘が検討されたことはあったが、ビハーリー・ボースに対する気兼ねと日独関係への影響を考慮して、これまで来日招聘には消極的であった。しかし、ビハーリー・ボースにその意向を打診したところ、そのころすでに病気がちであった彼自身もチャンドラ・ボースの訪日を強く希望したため、問題はたちまち氷解した。
1943年2月に、チャンドラ・ボースはドイツのキール軍港をドイツ海軍のUボート「U180」で出発し、途中マダガスカル島沖で日本海軍の伊号第二九潜水艦に移乗、4月に日本へ到着する。同年7月4日、シンガポールにおけるインド独立連盟総会において、ビハーリー・ボースはインド独立連盟総裁とインド国民軍の指揮権をチャンドラ・ボースに移譲した。その席上でチャンドラ・ボースは、「まだまだあなたの力を借りたい」とビハーリー・ボースにインド独立連盟の名誉総裁への就任を要請し、2人は壇上で固い握手を交わしたという。
翌日、チャンドラ・ボースは興奮する数万のインド国民軍将兵とインド人大衆を前に、インドの武力解放を熱烈に訴えた。その演説は、「チャロー・ディッリー（चलो दिल्ली：進め！デリーへ）」で締めくくられ、インド人たちを熱狂させた。同年7月には婦人部隊（後にジャーンシー王妃連隊と命名）も作られ、日本からもチャンドラ・ボースの側近だったサハーイの娘アシャ（日本名「朝子」）が1945年5月に入隊している。同年10月に、チャンドラ・ボースはシンガポールに自由インド仮政府を樹立し、その主席に就任し、併せてイギリスとアメリカへ宣戦布告した。

### インパール作戦とインド国民軍の降伏

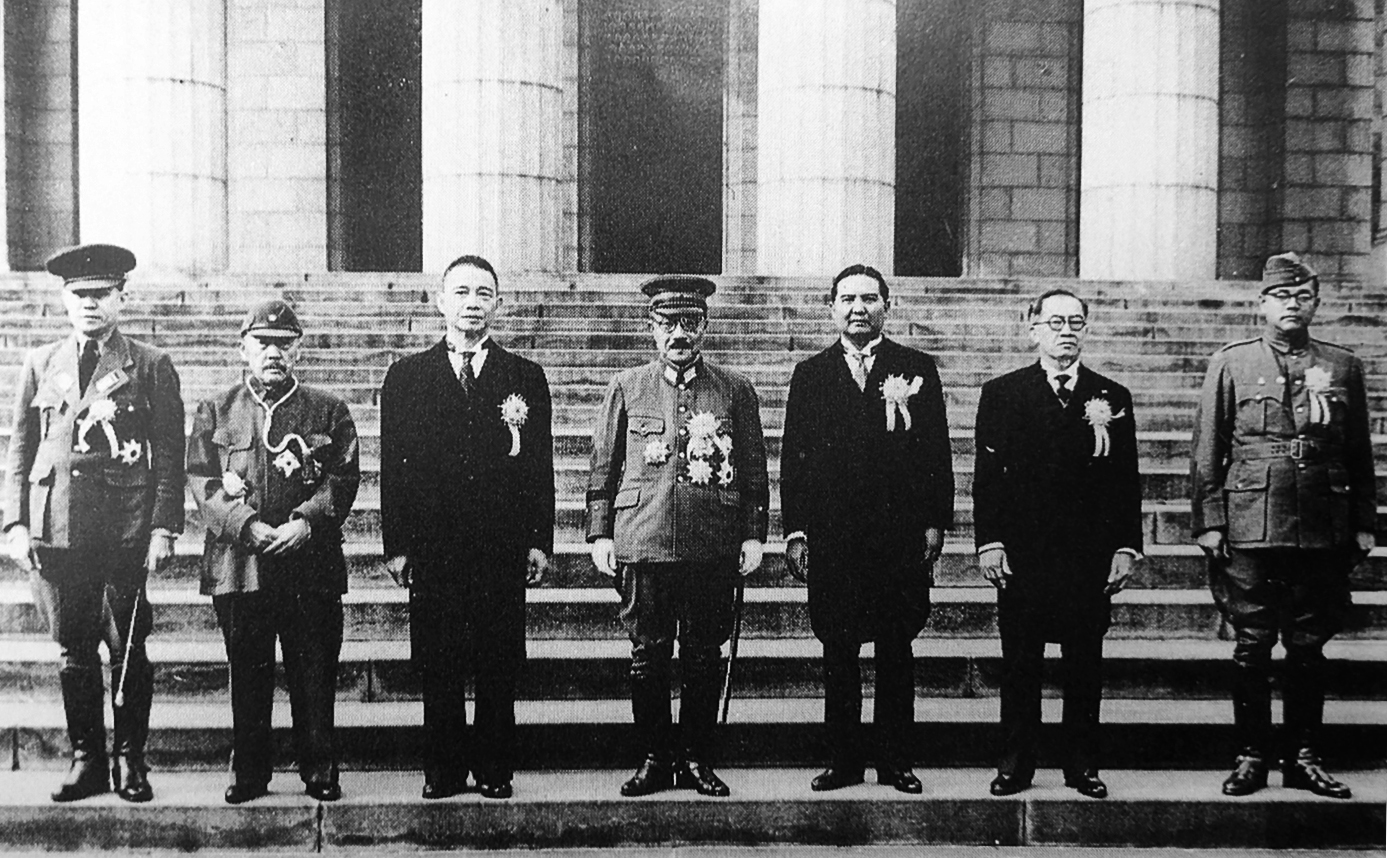
大東亜会議に参加した各国首脳。左からバー・モウ、張景恵、汪兆銘、東條英機、ワンワイタヤーコーン、ホセ・ラウレル、スバス・チャンドラ・ボース（1943年11月）

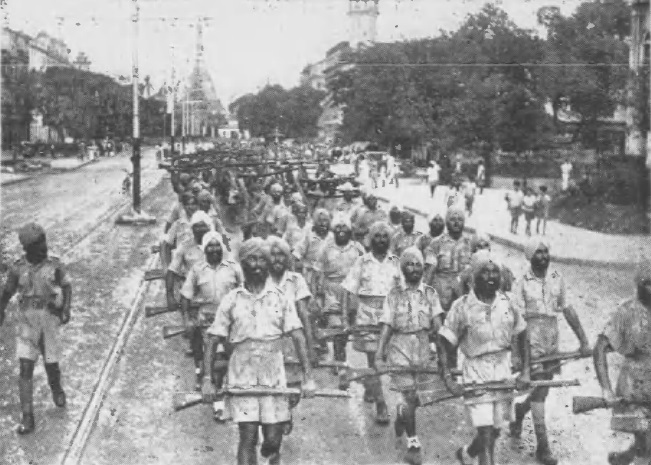
ラングーンを行進するインド国民軍（1944年）

インド国民軍は元捕虜だけでなく、東南アジア在住インド人からも志願者を募ったため、総兵力は約45,000人に達した。そして1944年にはビルマに移動し、「自由インド」「インド解放」をスローガンに、日本軍とともにインパール作戦に参加した。
インパール作戦で当初日本軍はアッサム州（現・ナガランド州）のコヒマを占領し、一旦はインパールに迫るなど進軍を続けた。イギリス第14軍は日本軍の攻撃が始まるとアキャブ方面の第15軍団から2個師団をインパール、ディマプールに抽出し、第33軍団からも第2イギリス師団、第50インド戦車旅団、第14軍予備の第254インド戦車旅団の投入を処置した。同時に第4軍団にはインパールへ後退を命じたが、同軍団の第17師団は日本軍第33師団に退路を断たれて動けず、第50降下旅団はサンジャックで第31師団宮崎支隊に包囲された。マウントバッテン総司令官は3月25日には、戦局不利を認め、ロンドンの統合参謀本部に増援部隊の派遣を要請している。
だが、イギリス軍は当初から日本軍をインパールにひきつけて、補給線が延びきったところを攻撃する計画であり、実際に日本軍は食料や弾薬の補給が続かなかった上に、アメリカから供与された強力な火器を装備するイギリス軍の総反撃を受けて最終的には大敗北を喫した。インパール作戦に参加したインド国民軍は6000人、そのうちチンドウィン川まで到達できたのは2600人（要入院患者2000人）で、その後戦死400人、餓死および戦病死1500人の損害を受けて壊滅している。

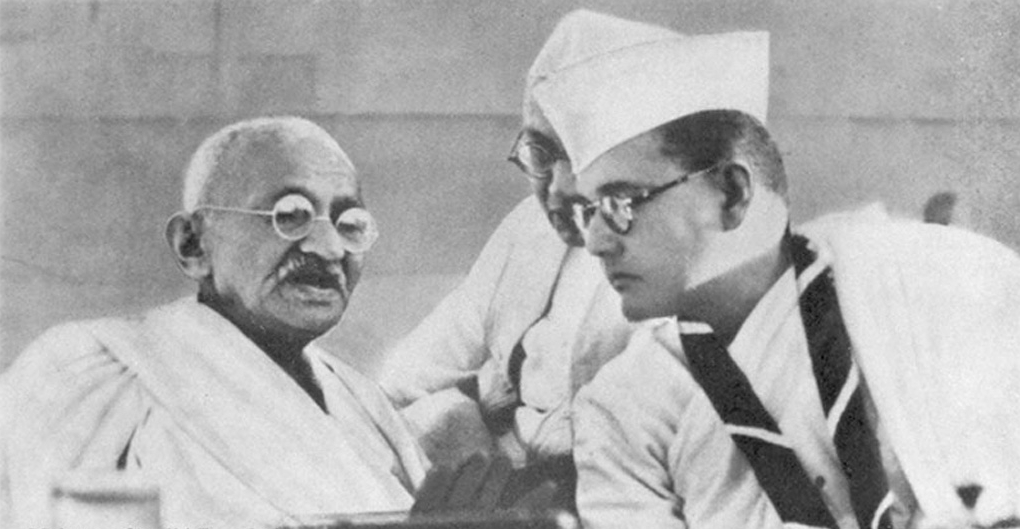
マハトマ・ガンディー（左）とボース（右）

この作戦は、制空権もない上に補給・兵站の問題を極端に軽視しており、軍内部でも反対論が続出するほどの完全に無謀な作戦であったが、チャンドラ・ボースは「インド独立の絶好の機会」としてその決定を喜んだ。チャンドラ・ボースは、自らがインド領内に進撃すれば、必ずインド人民が決起すると信じていたのである。実際、かつて日本を厳しく非難してきたマハトマ・ガンディーは、日本軍がビルマへ侵入した辺りから、急に日本寄りの発言を繰り返すようになっていた。これについては、非暴力主義者であるガンディー（彼は英仏に対してドイツの侵攻にも非暴力で対応することを求めていた）は、マレーやビルマのようにインドが日英の戦場となりイギリス軍が敗退して日本の占領下となることを恐れて、独立達成後は日本と講和することを考えていたともいわれる。
インド国民軍は、その後もイラワジ会戦等で日本軍とともにイギリス軍と戦って敗退したが、アウン・サン率いるビルマ国軍が日本軍から離反すると、日本軍と共にビルマからタイに撤退し、そこで第二次世界大戦の終戦を迎え、インド国民軍はイギリス軍に降伏した。チャンドラ・ボースは、次はソビエト連邦の支援によってインド独立を目指そうとしたが、日本経由でソビエト連邦へ向かうべく移動中に台北で飛行機事故に遭い、死亡。なお、ビハーリー・ボースも終戦に先立つ1945年1月21日に日本で客死した。

### インド国民軍裁判
第二次世界大戦終結に伴い、インド国民軍司令部はバンコク、ラングーンなどに集まりイギリス側に降伏した。インド国民会議執行委員会は「国民軍将兵は、インド独立のために戦った愛国者であり、即時釈放されるべきである」との宣言を採択したが、イギリスは元インド国民軍将兵約20,000人を、イギリス国王に対する反逆罪で裁こうとした（11月5日の発表では起訴の対象は約400名）。しかし、この裁判を機にインド民衆の間に独立の気運が一気に高まった。次々とゼネストや暴動が起きる中、国民会議派も「インド国民軍将兵はインド独立のために戦った愛国者」として即時釈放を要求、1946年2月には英印軍の水兵たちも反乱を起こし、ボンベイ、カラチ、カルカッタで数十隻の艦艇を占拠し「インド国民軍海軍」を名乗った。水兵たちは市民に混じって官憲と市街戦を展開、英印軍の将兵たちはイギリス人上官の発砲命令を拒否した。また、人々はイギリスの植民地政府による日本への戦勝記念日に弔旗を掲げて抗議の気持ちを表している。
これらインド国民軍将兵の裁判によって起こった一連の事件はインドが独立を勝ち取る大きなきっかけとなった。インド独立の過程については、ガンディーやジャワハルラール・ネルーに代表されるインド国内における大衆運動が有名だが、チャンドラ・ボースやビハーリー・ボース、A.M.ナイルらインド国民軍とその関係者が独立に果たした役割も非常に大きな評価を受けている。実際にインドにおけるチャンドラ・ボースの位置づけはガンディーと同等で、ネルーより上位であり、国会での写真の飾り方はチャンドラ・ボースが最上部になっている。なお1947年8月にインドが独立を獲得すると、インド政府は元インド国民軍将兵たちを表彰して年金も給付した。
イギリス首相としてインドの独立を承認したクレメント・アトリーは、1956年にインドのカルカッタを訪問し、その当時の西ベンガル州知事P.B.チャクラボーティ判事と会談を行った。チャクラボーティ判事は、「1942年に国民会議によって開始された Quit India』（インドから出ていけ） 運動は完全に潰され、1944年までには完全に消滅していたのに、英国はなぜ戦後、あれほどの焦りの中でインドを離れたのか？」と質問したところ、アトリーは「それはスバス・ボースのINA（インド国民軍）と、それが英国インド軍で引き起こした反乱のせいだ」と答えた。続けて判事が「インド独立の承認においてマハトマ・ガンジーの『インドから出ていけ』運動はどのような役割を果たしたのでしょうか？」と鋭く質問した。判事によれば、アトリーは皮肉な笑みを浮かべながら「ほとんど何も無かった」と明言したという。
歴史家のエリック・ホブズボームは、「インドの独立は、ガンジーやネルーが率いた国民会議派が展開した非暴力の独立運動によるというよりも、日本軍とチャンドラ・ボースが率いるインド国民軍 (INA) が協同して、ビルマ（現ミャンマー）を経由し、インドへ進攻したインパール作戦に依ってもたらされた」としている。チャンドラ・ボースの弟のサラの孫息子である在英インド系英国人で、英BBC記者やCNNインド特派員を務めたアシス・レイの調査結果から戦局が敗色濃くなった日本がインド独立闘争の継続を望むチャンドラ・ボースの意思を尊重して、ソ連亡命を許可していたことが判明している。レイ記者は「独立闘争支援を優先させた日本の配慮の表れ」と述べ、連絡担当だった磯田三郎中将の功績とし、「日本がインドの解放と独立のために戦ったことは間違いない」と評価した。

## 武装親衛隊インド人義勇部隊

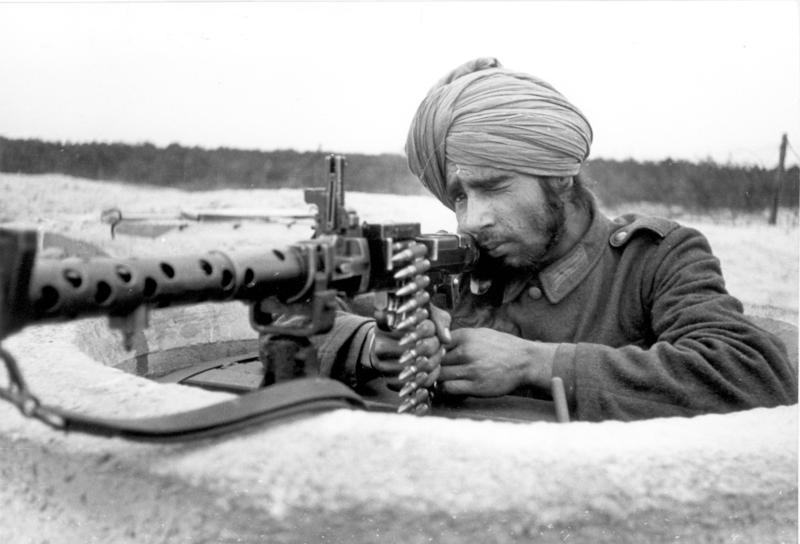
MG34を構える自由インド軍団のシク教徒兵士

チャンドラ・ボースは日本に移る前にも、1941年からナチス・ドイツで志願兵部隊を編制する仕事をしていた。
1920年代の初期ナチ党において人種主義的側面の薄いナチス左派を中心にインドの反英闘争を支援しようとする運動が存在した。しかしナチス右派のアドルフ・ヒトラーはヒンドゥー教の神秘主義の影響を受けながらもインド人を「劣等人種」と看做していた。政権獲得後もイギリスからのインド独立に反対し、イタリアの国家ファシスト党がガンディーやチャンドラ・ボースらインド独立運動に好意的であった事や、日本が同じ有色人種としてインド人解放を主張していた事とは対照的だった。しかしヒトラーの思惑とは別に国防軍内では対英作戦の一環としてインド人支援の検討を続けていた。
1940年にソ連経由でベルリンを訪問したチャンドラ・ボースの働きかけが行われた後、1941年12月にインド人兵の捕虜数百名を中心としたインド人兵団がフランケンベルクで組織された。1942年9月、第950歩兵大隊として正式にドイツ国防軍に編入され、1943年頃にはインド系とされた英軍捕虜2593名（ヒンドゥー教徒1503名、シーク教徒516名、イスラム教徒497名、その他77名）から3個大隊が編成されて連隊規模となった。彼らはソ連領カフカス山嶺を越えイギリス領インドに攻め入る際の戦力として想定されていたが、実際に作戦が展開されることはなかった。連隊の側でも「インドへの道」以外でドイツ軍に協力することを疑問視する兵士が多く、ベルギーやオランダへの移動に従わなかった47名の義勇兵が軍法会議に掛けられている。
チャンドラ・ボース自身も目的実現の方法としてドイツ軍に見切りをつけて大島浩駐独大使と通じて日本へ渡ってしまい、残された第950歩兵連隊は東方大隊など他の義勇部隊と大西洋の壁に守備戦力として貼り付けられ、ビスケー湾の守備というインド解放とはほど遠い任務に従事した。やがてノルマンディー上陸作戦を契機に西部戦線が総崩れになると、第950歩兵連隊も人員と装備のほとんどを失ってフランスからドイツに敗走した。それでもなお生き延びた隊員は、国防軍から兵員不足に悩んでいた武装親衛隊の外国人部隊として移管され、1944年8月に武装親衛隊インド義勇軍団 (Indische Freiwilligenlegion der SS) が編成された。
だが、武装親衛隊が忠誠を誓うアドルフ・ヒトラーは、インド人捕虜を戦力化することにも不満を口にし、「シラミも殺せないインド人など自分が食われてしまえばよいのだ！」と吐き捨てるような言葉を残している。ベルリンの戦いが迫る中、ヒトラーは「武器の余裕がもはや無い以上、こんな冗談には付き合いきれない」と発言し、SS作戦指導本部も再編された第18SS義勇装甲擲弾兵師団『ホルスト・ヴェッセル』にインド人部隊の重火器を引き渡す命令を下し、ヒトラーにとって最後の戦いにインド人部隊の参加は許されなかった。それでも第950歩兵連隊時代を含めて、戦後インドでは祖国独立のために戦った人々して名誉ある帰還を果たしている。

## 影響
ジャーナリストの井上和彦は、上記のように1945年11月にインパール作戦に参加したインド国民軍の軍人をイギリスがレッド・フォートで裁判に掛け、反逆罪として処罰しようとしたことに対してインド民衆が怒り一斉蜂起した結果、インドが独立を勝ち取ったとしている。またインパール作戦の本質は、日本軍とインド国民軍による“対英インド独立戦争”であると主張している。
井上によると、1998年1月20日靖国神社に元インド国民軍大尉でインド国民軍全国在郷軍人会代表を務めた全インドＩＮＡ事務局長のS.S.ヤダバ大尉 は
| われわれインド国民軍将兵は、インドを解放するためにともに戦った戦友としてインパール、コヒマの戦場に散華した日本帝国陸軍将兵に対して、もっとも深甚なる敬意を表します。インド国民は大義のために生命をささげた勇敢な日本将兵に対する恩義を、末代にいたるまで決して忘れません。われわれはこの勇士たちの霊を慰め、ご冥福をお祈り申し上げます (原文):“We the members of the Indian National Army pay our highest and most revered tributes to our comrades-in-arms members of the Japanese Imperial Army who laid down their lives on the battlefields of Imphal and Kohima for the liberation of India. The Indian nation will ever remain grateful to valiant martyrs of Japan and we pray for eternal peace of their soul.” |

と記している。

## インド国民軍が登場する作品
- 静かなり暁の戦場 - 1959年公開の日本映画
- インドの仕置人 - 1996年公開のインドのタミル語ヴィジランテ映画
- プライド・運命の瞬間 - 1998年公開の日本映画
- フォーガットン・アーミー（英語版） - 2020年公開のAmazon Prime Videoのドラマ